# Sergi Mas Balaguer

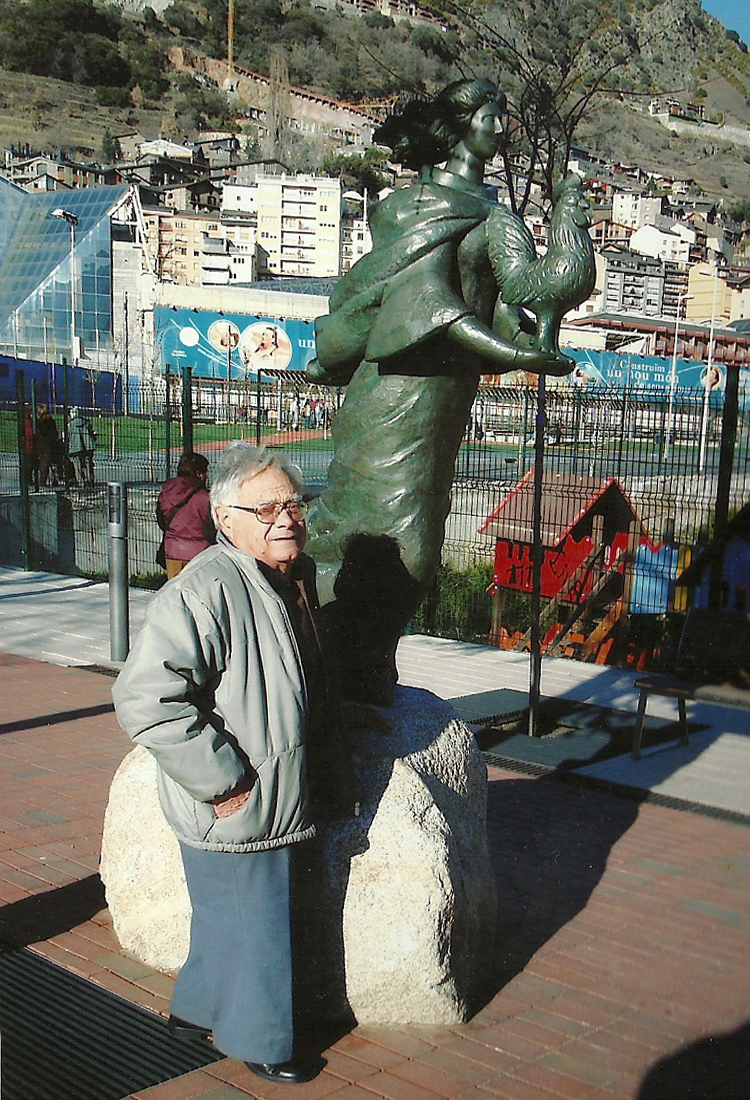
Sergi Mas amb la seva escultura "Arnaldeta de Caboet", Prat del Roure, Escaldes Engordany 2005

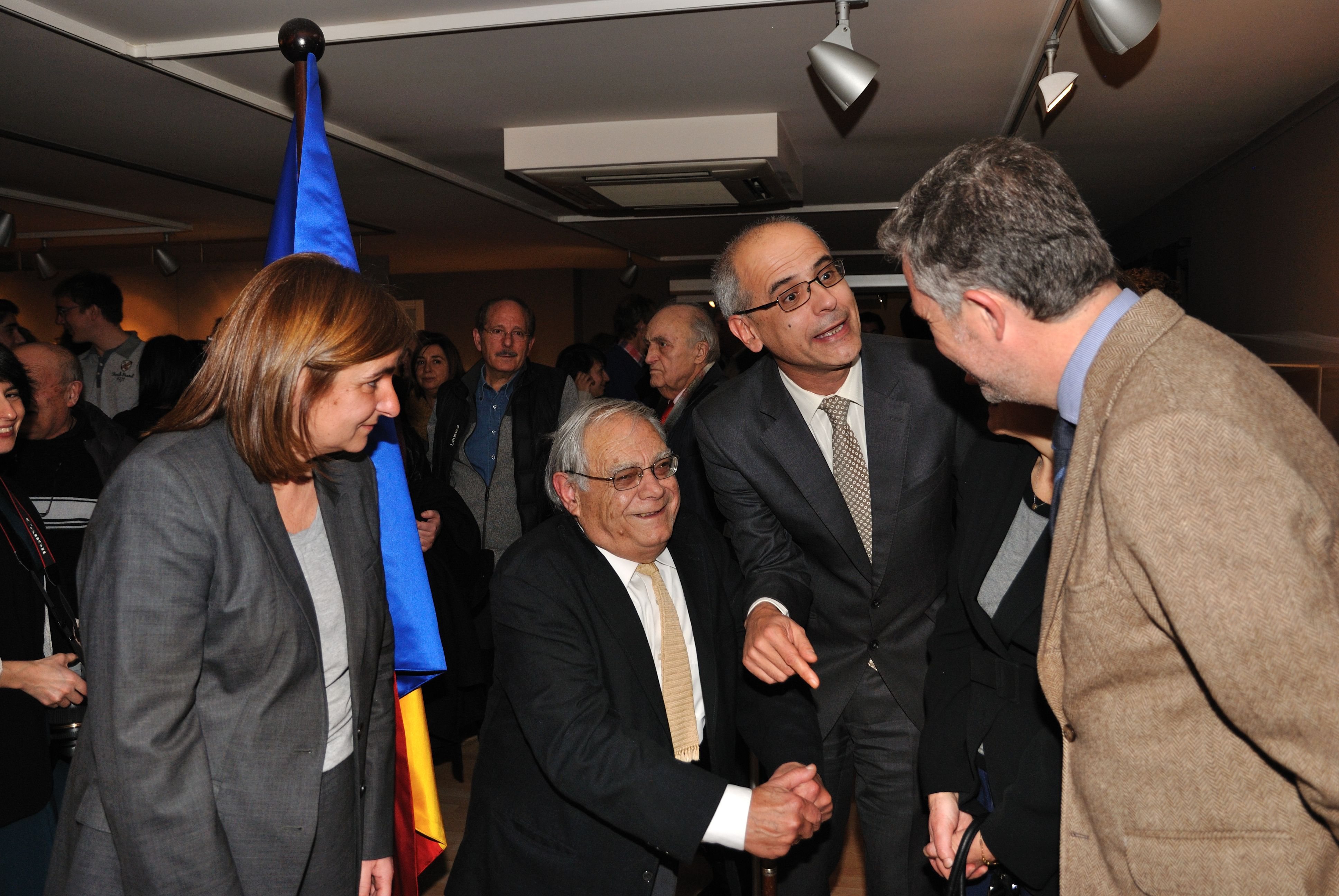
Sergi Mas amb les autoritats andorranes en ocasió de la inauguració de l'exposició al Centre d'Art d'Escaldes-Engordany el febrer de 2015

Sergi Mas Balaguer (Barcelona, 30 d'octubre de 1930) és un escultor, ceramista, pintor, gravador i escriptor d'origen català, establert al Principat d'Andorra.

## Biografia
Sergi Mas va néixer a Barcelona en una família d'artesans, el pare era ebanista i la família de la mare impressors. Va cursar estudis a l'Escola d'Arts i Oficis de la Llotja de Barcelona.
Es formà al Poble Espanyol de Montjuïc, on treballà la ceràmica, el gravat, l'estampat i el tornejat i on conegué a la seva esposa i col·laboradora Maria Canalís, amb la qual es casà el 1955. Després de diversos encàrrecs i viatges a Andorra, el 1957 s'establí a Aixovall (Un quart de Sant Julià de Lòria).
Va participar en la reforma de la Casa de la Vall (casalici seu del Consell General de les valls d'Andorra), dirigida per Manuel Humbert i Rafael Benet: Va realitzar els projectes i el disseny del mobiliari de la sala del Consell General i la sala de justícia, així com la decoració del despatx de Sindicatura, del vestíbul del casalici i d'altres elements (1961).
El 1966 va obrir amb la seva esposa un taller de ceràmica a Sant Julià de Lòria, on dissenyà i elaborà diversos models d'imatges, figures i murals. Entre les seves escultures més destacades està la nova de la imatge de la Verge de Meritxell, després de la destrucció de l'original romànic per un incendi el 1972. Ha efectuat diversos treballs monumentals, com ara el mural Les Benaurances a la façana de l'església parroquial d'Escaldes-Engodany, la font monumental Garlandes i llorer a Sant Julià de Lòria o els monuments a mossèn Cinto Verdaguer a Ordino i a Escaldes-Engordany. També té obra en col·leccions públiques i privades fora d'Andorra, com el mural de ceràmica esmaltada de Santa Maria de Meritxell al claustre del monestir de Jerusalem, a Israel (1994), i altres obres al Vaticà i al Museu de l'Home de París,o els monuments de dedicats a Arnaldeta de Caboet i al Consell de la Terra en bronze i pedra, entre molts altres.
La seva obra no s'ha limitat a l'escultura, també ha treballat com a il·lustrador, cartellista, gravador, exlibrista i és l'autor d'una col·lecció de segells per correus francesos dedicada a les llegendes d'Andorra. El 2008 el ministeri de cultura francès li va atorgar la medalla de “Chevalier des Arts et des Lettres”. El novembre del 2017 i després d'uns seixanta anys establert a Aixovall, Sergi Mas es va mudar al centre de Sant Julià de Lòria, localitat que a més li ha facilitat instal·lar el seu taller a l'escola d'art comunal que, al mateix temps, passa a anomenar-se Espai Sergi Mas.
Té la seva pròpia obra literària, tant narrativa com d'assaig, il·lustrada per ell mateix. És autor dels llibres El moble andorrà (2003) i Aspectes de l'art popular d'Andorra (2016), dedicats per un costat a l'estudi del mobiliari tradicional d'Andorra i per l'altre, als objectes que conformen l'art popular del mateix país. La seva producció artística té com a font d'inspiració l'etnologia i l'art popular, dels quals en fa una reinterpretació. La temàtica de les seves obres se situa voluntàriament dins del corrent artístic conegut com a art fantàstic. El seu procés creatiu va des de la recreació de l'art tradicional dels pastors al món de la fantasia vorejant el surrealisme, aplicant un l'ampli ventall de tècniques creatives, o des del tremp a l'ou, fins a la ceràmica, passant pel gravat i l'escultura. Una bona mostra de la seva producció artística així com de la seva personalitat es veuen reflectides en el documental Sergi Mas, dirigit pel seu net, Hèctor Mas i produït per la Societat Andorrana de Ciències el 2016.